# Cheilanthes × insularis
Cheilanthes × insularis là một loài dương xỉ trong họ Pteridaceae. Loài này được Rasbach & Reichst. mô tả khoa học đầu tiên năm 1982.
Danh pháp khoa học của loài này chưa được làm sáng tỏ. 